# Acto Institucional Número Once
El Acto Institucional Número Once, o AI-11, fue decretado el día 14 de agosto de 1969 por el presidente brasileño Costa e Silva. El nuevo Acto Institucional AI-11 impuso un cambio en el calendario electoral, señalando todas las votaciones para el día 30 de noviembre de 1969. Además, se elegirían también los cargos que estaban vacantes debido a fuerza mayor o al cese de sus titulares.

## Contexto histórico
El general Emílio Garrastazu Médici había apoyado el golpe de Estado de 1964. Tras el triunfo del golpe militar, Médici fue designado jefe del 3º ejército, unidad militar con base en Porto Alegre. Cuando en agosto de 1969 el presidente Costa e Silva quedó incapacitado para seguir en el cargo, la Junta Militar designada para ejercer el mando presidencial realizó una serie de consultas entre los máximos jefes de las Fuerzas Armadas para seleccionar un nuevo presidente, elección que recayó en la figura de Médici. 
En este momento se inicia una crisis con los políticos conservadores que estaban en el poder juntamente a los militares de la línea dura. Ambas clases se oponían a la realización de elecciones en Brasil con recelo del retorno de una oposición.

## Disposiciones legales

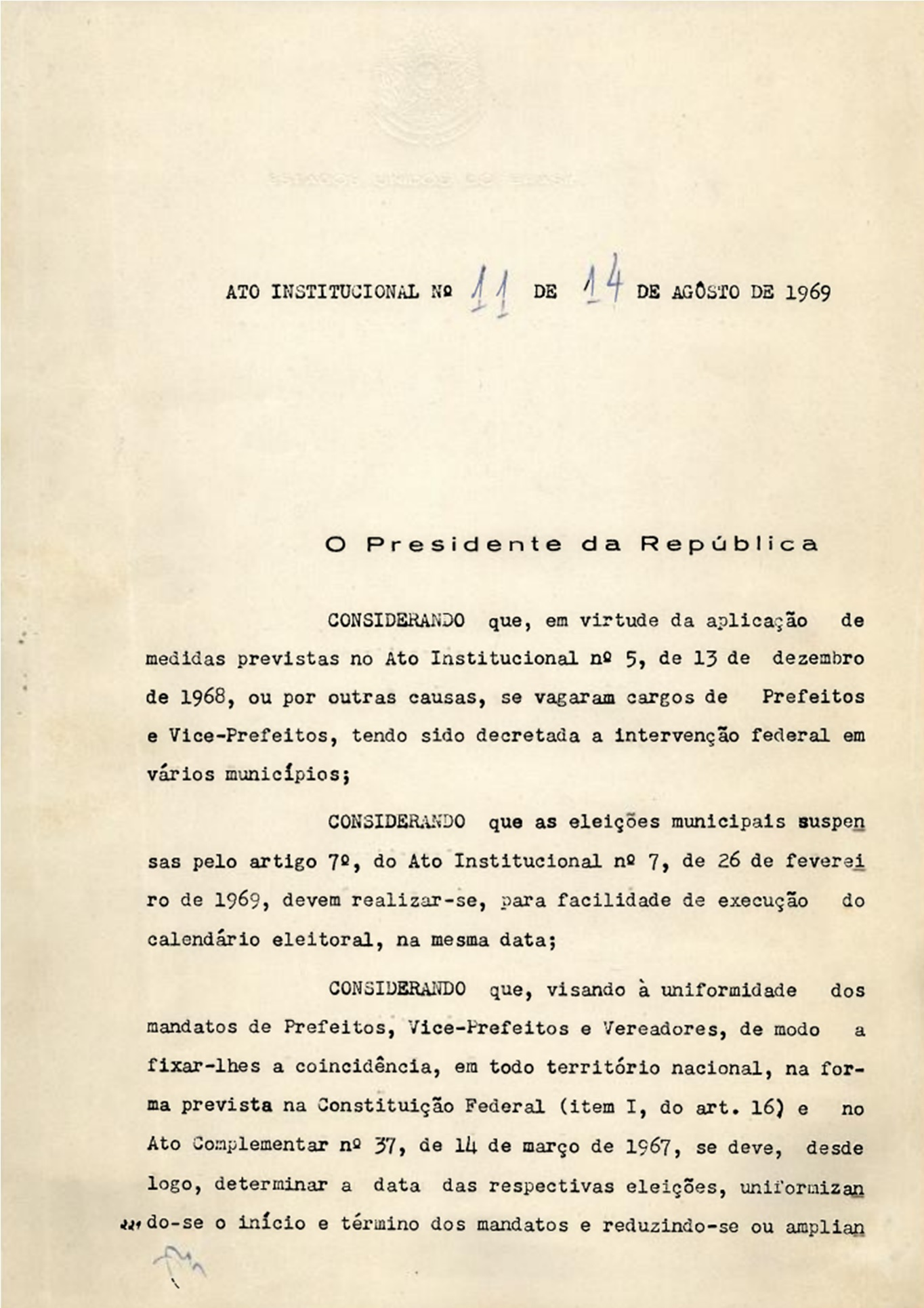
AI-11.

El Acto Institucional N.º 11 venía a reorganizar y completar los órganos unipersonales vacantes en prefecturas y municipios, cuyas elecciones habían sido suspendidas por el art. 7º del Acto Institucional n.º 7, de 26 de febrero de 1969, desarrollado a su vez por el Acto Complementario n.º 37, de 14 de marzo de 1967. En su art. 1 fijaba la fecha del día 30 de noviembre de 1969 para celebrar las votaciones para Prefeitos, Vice-Prefeitos y Vereadores, con fundamento en el art. 3º del Acto Institucional n.º 5, de 13 de diciembre de 1968. Los cargos vacantes de prefecto y viceprefecto también se cubrirían en dichas elecciones, de acuerdo al art. 80 del decreto-ley n.º 411, de 8 de enero de 1969. Los nuevos cargos tomarían posesión el 31 de enero de 1970 y cesarían el 31 de enero de 1973. Los cargos que hubieran de renovarse en los años 1970, 1971 y 1972, quedarían automáticamente prorrogados hasta el día 31 de enero de 1973.
El art. 3 del AI-11 disponía que el 15 de noviembre de 1972 se realizarían nuevas elecciones para prefectos, viceprefectos y vereadores en todos los municipios del país, tomando posesión los candidatos electos el 31 de enero de 1973.
El art. 4 declaraba extinta la Justicia de Paz electiva, respetando los mandatos en vigor de los jueces de Paz, hasta su término. 

Os Juízes de Paz temporários serão nomeados, nos Estados e Territórios, pelos respectivos Governadores, e, no Distrito Federal, pelo seu Prefeito, pelo prazo de três anos, podendo ser reconduzidos, aplicando-se este limite aos atuais ocupantes dessas funções, salvo nos que as exercem em virtude de eleição anterior.
Ato Institucional Número 11, artículo 4.

El art. 5 recordaba que las decisiones adoptadas por los Tribunales Regionales Electorales serían irrevocables, salvo las dispuestas contra disposiciones expresas de leyes o instrucciones del Tribunal Superior Electoral.